# 得意顔
| ウィキペディアには「得意顔」という見出しの百科事典記事はありません（タイトルに「得意顔」を含むページの一覧/「得意顔」で始まるページの一覧）。 代わりにウィクショナリーのページ「得意顔」が役に立つかもしれません。 |